# Butanol
Butanol é um álcool, por isso também chamado popularmente de álcool butílico, com quatro átomos de carbono em sua cadeia molecular, representado por C4H9OH. É utilizado como solvente e combustível.É conhecido como álcool butílico, 1-butanol ou n-butanol. É um líquido claro, com cheiro sufocante, não residual, solúvel em etanol, metanol e outros solventes orgânicos. É pouco solúvel  em água.

## Isômeros
Apresenta quatro isômeros, de acordo com a posição de seu radical hidroxila ou da disposição de seus átomos de carbono.
|                                      |                                        |                                 |                                  |
|                                      |                                        |                                 |                                  |
| n-butanol (butano-1-ol ou 1-butanol) | sec-butanol (butano-2-ol ou 2-butanol) | iso-butanol (metilpropano-1-ol) | terc-Butanol (metilpropano-2-ol) |